# Alkov

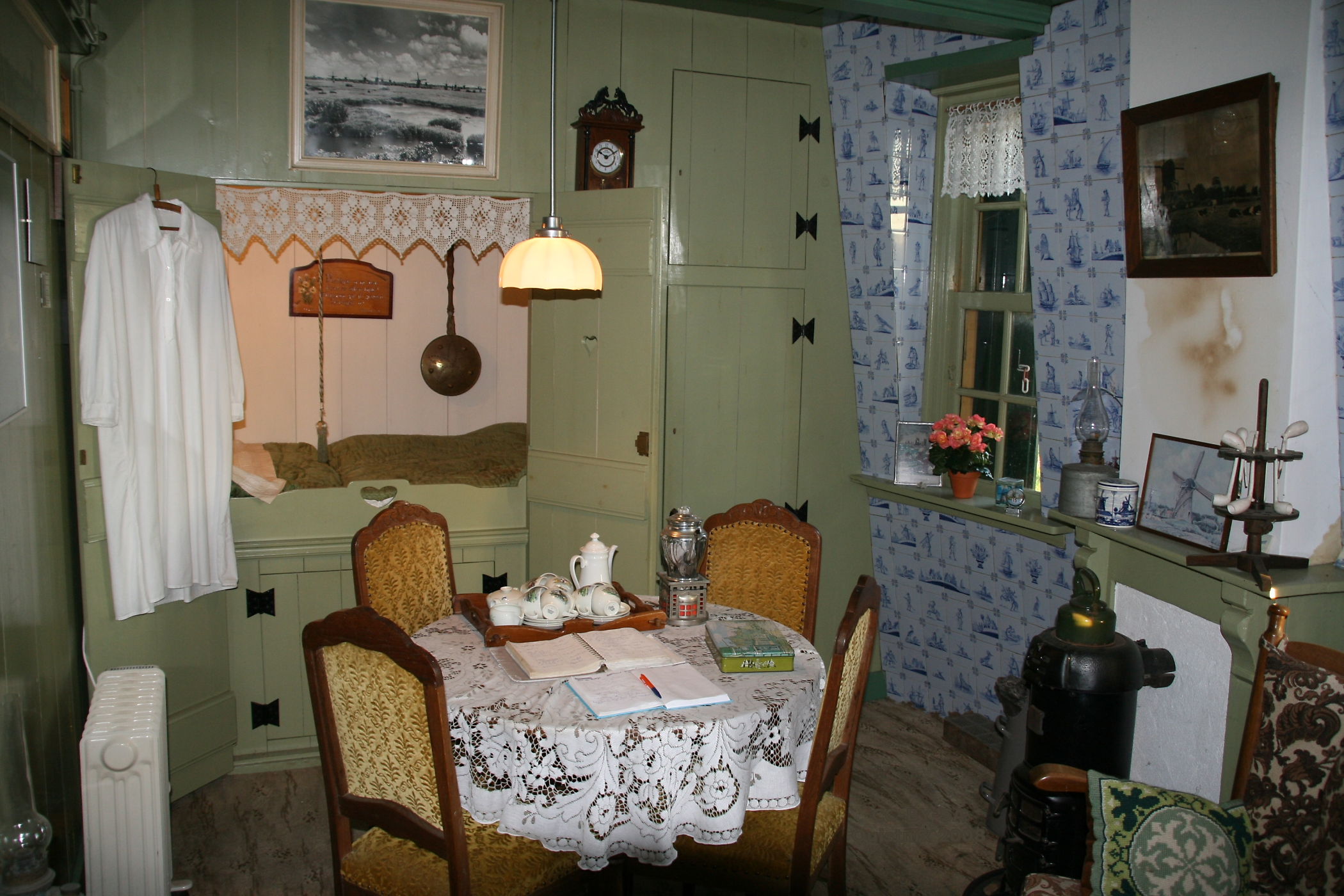
En alkov bakom middagsbordet

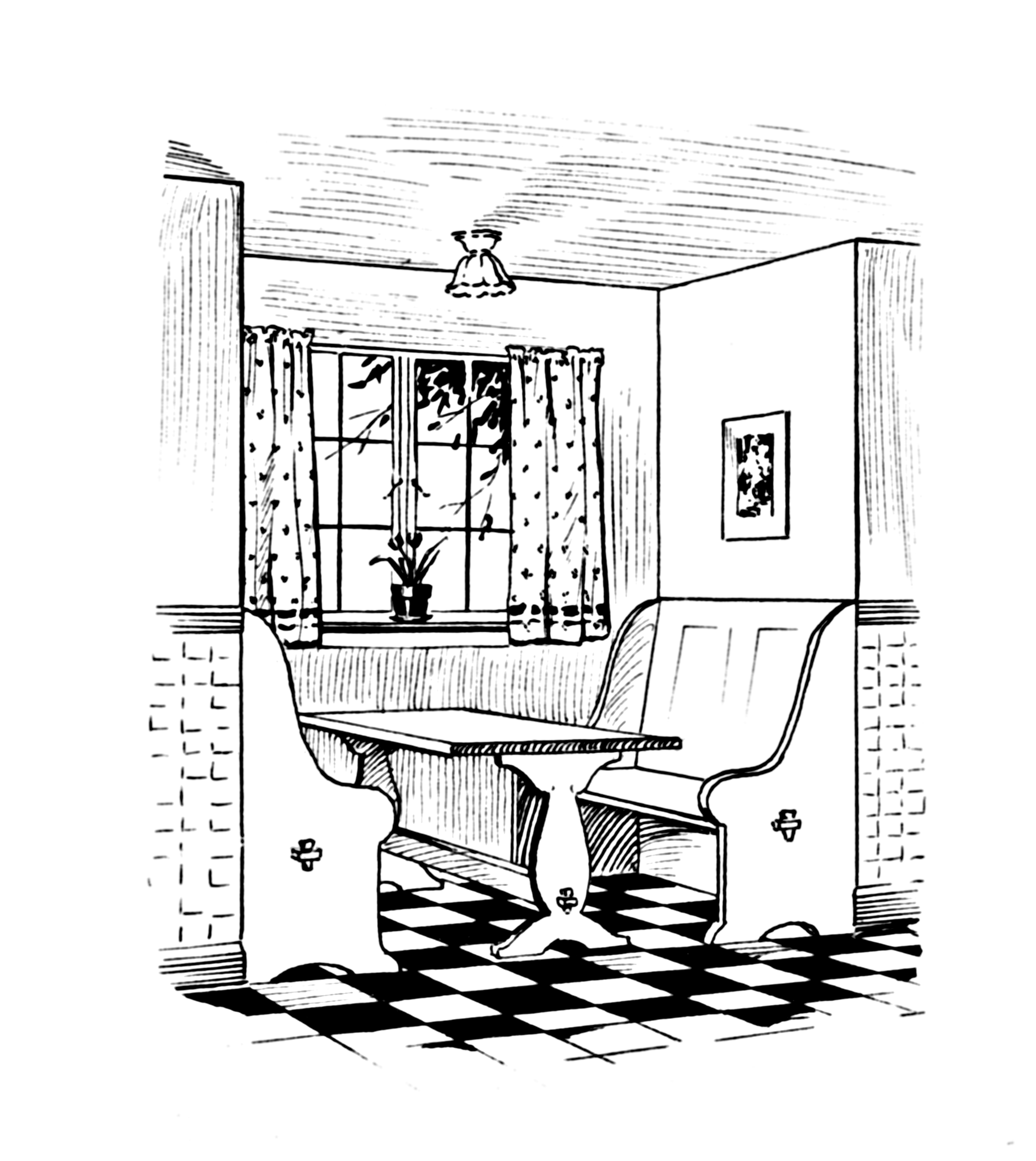
Tecknad bild av en alkov

Alkov (från arabiska al-qubbah (القبة), valv) är en nisch eller avdelning utmed väggen av ett rum, vanligen avsedd som sängplats. Alkoven kan vara avskärmad med draperi, sängförhänge,  pelare, räcke eller dörrar. En sängnisch saknar oftast fönster.